# Jan Slavíček (historik)
Jan Slavíček (* 2. června 1979, Děčín) je český historik a politolog.

## Životopis
Je absolventem Filozofické fakulty Univerzity Karlovy v Praze, kde vystudoval nejprve magisterský stupeň historie a politologie (1997–2005) a následně doktorské studium moderních hospodářských a sociálních dějin (2007–2015). Od roku 2010 se věnuje pedagogické činnosti jako vysokoškolský i středoškolský pedagog. Je odborným asistentem na Vysoké škole mezinárodních a veřejných vztahů a externím vyučujícím Ústavu hospodářských a sociálních dějin FF UK.
Od roku 2017 pracuje v oddělení dějin 20. století Historického ústavu Akademie věd ČR.
Odborně se věnuje hospodářským a sociálním dějinám 20. století se zaměřením na obchod a družstevnictví, teorii a kritice totalitarismu a redaktorské činnosti.